# Yannick Rousselet
Pour les articles homonymes, voir Rousselet.
Yannick Rousselet est chargé de campagne nucléaire auprès de l'organisation environnementale Greenpeace France, membre nommé par le Ministère de l’écologie, du développement durable et de l’énergie au « Haut comité pour la transparence et l’information sur la sécurité nucléaire » et membre de plusieurs Commissions locales d’information (CLI Areva-La Hague...).
Yannick Rousselet est né en octobre 1959 dans le Cotentin. En 1974, à l'âge de 15 ans, il entre aux chantiers navals de Cherbourg, où se construisaient les sous-marins nucléaires français. Dans sa famille, ses grands-pères, oncles et père y ont aussi travaillé. Puis il devient chaudronnier sur concours. En 1976, il  participe à sa première manifestation à 17 ans, face aux dizaines de CRS protégeant le chantier de la centrale nucléaire de Flamanville.
Il se syndique à la CFDT, puis réalise de nombreuses actions antinucléaires : stopper un convoi de déchets nucléaires ; arraisonner un bateau d'Areva ; bloquer le port de Cherbourg pour l'inauguration d'un sous-marin. En 1980, il embarque sur le Rainbow Warrior puis il est mis en garde à vue, et 3.500 personnes manifestent dans les rues de Cherbourg pour demander sa libération.
En 2002, Yannick Rousselet quitte son travail et s'engage totalement au sein de Greenpeace.
Mardi 13 décembre 2016, son domicile de Cherbourg a été perquisitionné par la Direction générale de la sécurité intérieure (DGSI), qui lui confisque l’ensemble des supports numériques de la maison :  téléphones, ordinateurs, disques durs, cartes SD, y compris des disques durs étiquetés photo de famille. Il est perquisitionné dans le cadre d’une procédure de compromission du secret défense français, sur une enquête du parquet de Paris. L'ACRO, l'Association pour le contrôle de la radioactivité dans l'Ouest, condamne alors la perquisition du domicile de Yannick Rousselet et s'insurge contre « une mesure d'intimidation inacceptable qui vise à museler les lanceurs d'alerte ».
En octobre 2017 huit militants s'introduisent dans la centrale de Cattenom en Moselle et y déclenchent un feu d’artifice au pied de la piscine d’entreposage de combustible usé. Leur action a pour but de démontrer des failles de sécurité importantes, dénoncées à de nombreuses reprises sans réaction de la part d’EDF.
Le mardi 27 février, poursuivi pour « complicité », par EDF , Yannick Rousselet, alors chargé de campagne nucléaire, est jugé coupable de « complicité » et sanctionné de cinq mois de prison avec sursis. Deux activistes de l'action ont été condamnés à deux mois de prison ferme. Les six autres sont condamnés à cinq mois de prison avec sursis. L’association Greenpeace France est jugée coupable et doit payer une amende de 20 000 euros. Elle devra également verser 50 000 euros à EDF au titre du « préjudice moral ». Concernant le « préjudice matériel », une évaluation a été demandée à un expert et Greenpeace France doit provisionner 20 000 euros.